# Loxandrus lucens
Loxandrus lucens är en skalbaggsart som beskrevs av Maximilien de Chaudoir. Loxandrus lucens ingår i släktet Loxandrus och familjen jordlöpare. Inga underarter finns listade i Catalogue of Life.